# 黎曼ξ函數

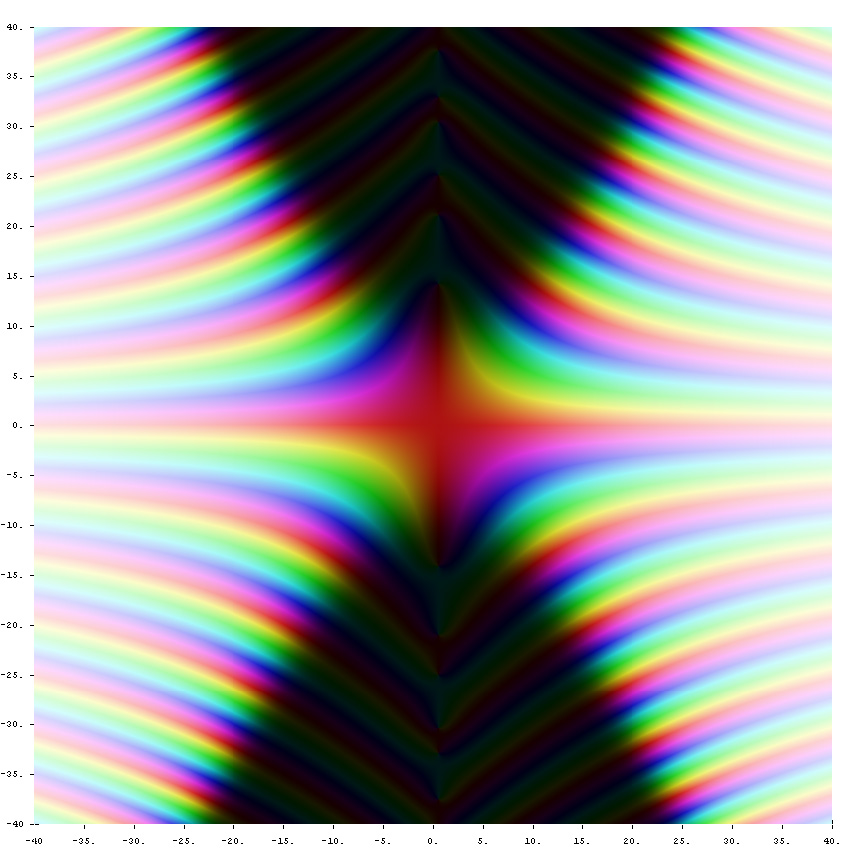
複平面中的黎曼ξ函數。複平面中的點，其色彩代表了該點的函數值；較暗的顏色表示其值接近於零，而色調表示了函數值的幅角。

數學中，黎曼ξ函數（英語：Riemann Xi function）是黎曼ζ函數的變型，其定義是為了得到一個簡單的泛函方程式。此函數得名於波恩哈德·黎曼。

## 定義
愛德蒙·蘭道將黎曼原先小寫的ξ函數以被改為大寫的Ξ函數（另參見下方），而蘭道的小寫ξ函數則定義為：
{\displaystyle \xi (s)={\tfrac {1}{2}}s(s-1)\pi ^{-{\frac {s}{2}}}\Gamma \left({\tfrac {1}{2}}s\right)\zeta (s)}，
其中
- {\displaystyle s\in \mathbb {C} }；
- ζ(s)為黎曼ζ函數；
- Γ(s)為伽瑪函數。

蘭道的小寫ζ函數的泛函方程式（或稱反射式）為
{\displaystyle \xi (1-s)=\xi (s)}。
蘭道的大寫Ξ函數（loc. cit., §71）為
{\displaystyle \Xi (z)=\xi ({\frac {1}{2}}+zi)}
遵守泛函方程式：
{\displaystyle \Xi (-z)=\Xi (z)}。
一如蘭道所寫（loc. cit., p. 894），Ξ函數即原先的黎曼ξ函數。

## 函數值
當s為偶數，亦即s = 2n，ξ(s)一般式為
{\displaystyle \xi (2n)=(-1)^{n+1}{\frac {1}{(2n)!}}B_{2n}2^{2n-1}\pi ^{n}(2n^{2}-n)(n-1)!}
其中Bn為第n個伯努利數。
例如：
{\displaystyle \xi (2)={\pi ^{2} \over 6}}

## 級數表示式
{\displaystyle {\frac {d}{dz}}\ln \xi \left({\frac {-z}{1-z}}\right)=\sum _{n=0}^{\infty }\lambda _{n+1}z^{n}}
其中
{\displaystyle \lambda _{n}={\frac {1}{(n-1)!}}\left.{\frac {d^{n}}{ds^{n}}}\left[s^{n-1}\log \xi (s)\right]\right|_{s=1}=\sum _{\rho }\left[1-\left(1-{\frac {1}{\rho }}\right)^{n}\right]}